# Goli otok

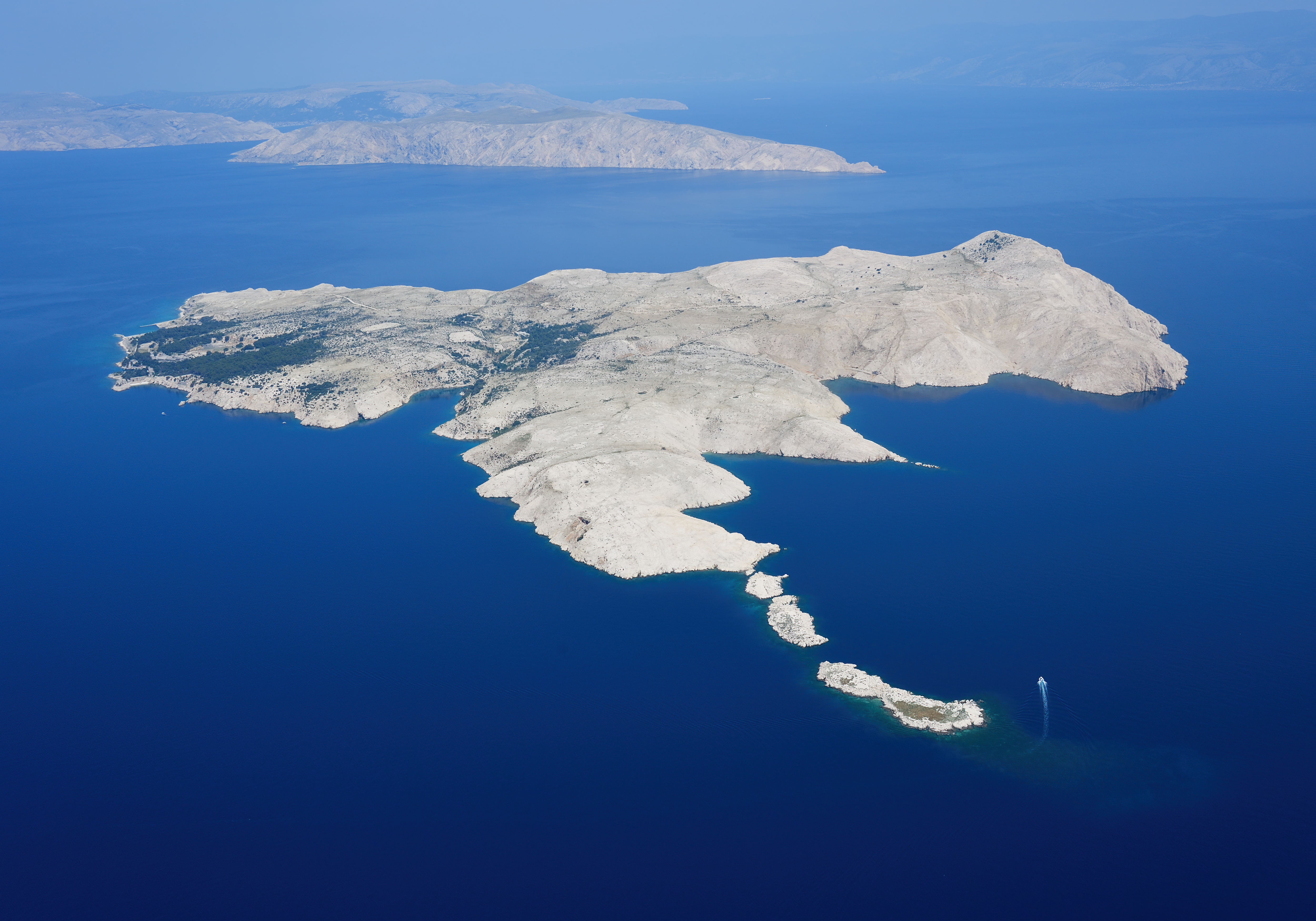
Flygfoto över Goli otok.

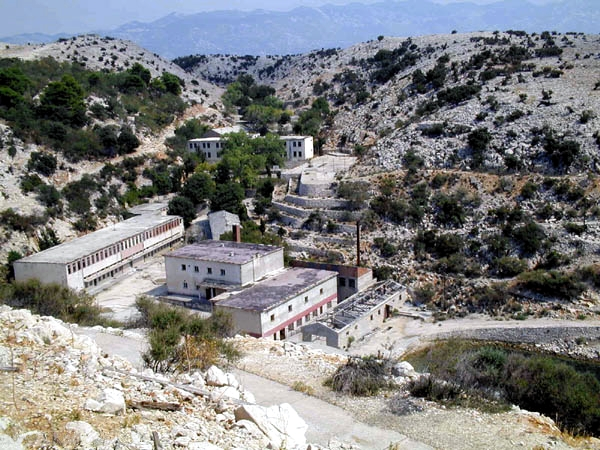
Det övergivna fängelset på Goli otok.

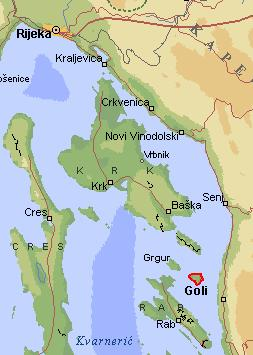
Goli otok med grannöar.

Goli otok ("den nakna ön") är en ö utanför den dalmatiska kusten i Kroatien, mellan Rab och fastlandet, i Primorje-Gorski kotars län.  
Här fanns från 1949 till 1955 ett fångläger för politiska fångar. Ön användes som fängelse fram till 1988. 

## Geografi
Ön är naken och obebodd. Dess norra kust är bar, men den södra kusten har viss vegetation. 

## Fångläger
Under första världskriget började Österrike-Ungern sända krigsfångar från östfronten till ön. 
Mellan 1949 och 1955 användes ön som ett fångläger för politiska fångar av den jugoslaviska regimen. Många av de intagna var jugoslaviska kommunister som hade fortsatt att vara sympatiskt inställda till Sovjetunionen trots splittringen mellan Tito och Stalin 1948, men även fascister och andra antikommunister, samt före detta kollaboratörer med den Nazityska ockupationsmakten, satt fängslade på ön.
1955 överlämnades ön till delrepubliken Kroatien, och användes därefter som fängelse för nationalister och kriminella. 
Fängelset stängde 1988, och ön övergavs helt 1989.